# Vasil Metodiev
Vasil Metodiev (Sandanski, 6 gennaio 1935 – Sofia, 29 luglio 2019) è stato un allenatore di calcio e calciatore bulgaro, di ruolo difensore.

## Carriera

### Giocatore

#### Club
Ha giocato nella prima divisione bulgara.

#### Nazionale
Con la nazionale bulgara ha preso parte ai Mondiali 1966.

## Palmarès

### Giocatore

#### Competizioni nazionali
- Campionato bulgaro: 1

Lokomotiv Sofia: 1963-1964

### Allenatore

#### Competizioni nazionali
- Campionato bulgaro: 3

Levski Sofia: 1983-1984, 1984-1985, 1987-1988
- Coppa di Bulgaria: 1

Levski Sofia: 1983-1984